# Triplophysa nasobarbatula
Triplophysa nasobarbatula är en fiskart som beskrevs av Wang och Li 2001. Triplophysa nasobarbatula ingår i släktet Triplophysa och familjen grönlingsfiskar. Inga underarter finns listade i Catalogue of Life.